# Cantó de Calais-Est
El cantó de Calais-Est és un cantó francès del departament del Pas de Calais, situat al districte de Calais. Té 1 municipis i part del de Calais.

## Municipis
- Calais (part)
- Marck

## Història
| Data d'elecció                           | Identitat           | Partit | Qualitat |
| ---------------------------------------- | ------------------- | ------ | -------- |
| 1967-1979                                | Renée Langlet       | PCF    |          |
| 1979-1985                                | M. Guffroy          | PCF    |          |
| 1985-1992                                | Jean-Pierre Auchedé | PCF    |          |
| 1992-1998                                | Jacques Gallet      | RPR    |          |
| 1998-                                    | Serge Péron         | PS     |          |
| les dades anteriors no són pas conegudes |                     |        |          |
|                                          |                     |        |          |